# Imamzadeh
Pour les articles homonymes, voir Imam (homonymie) et Zadeh.
« Imamzadeh » (en persan : امام‌زاده), litt. né d'un Imam, est un mot persan désignant un descendant d'un imam chiite.

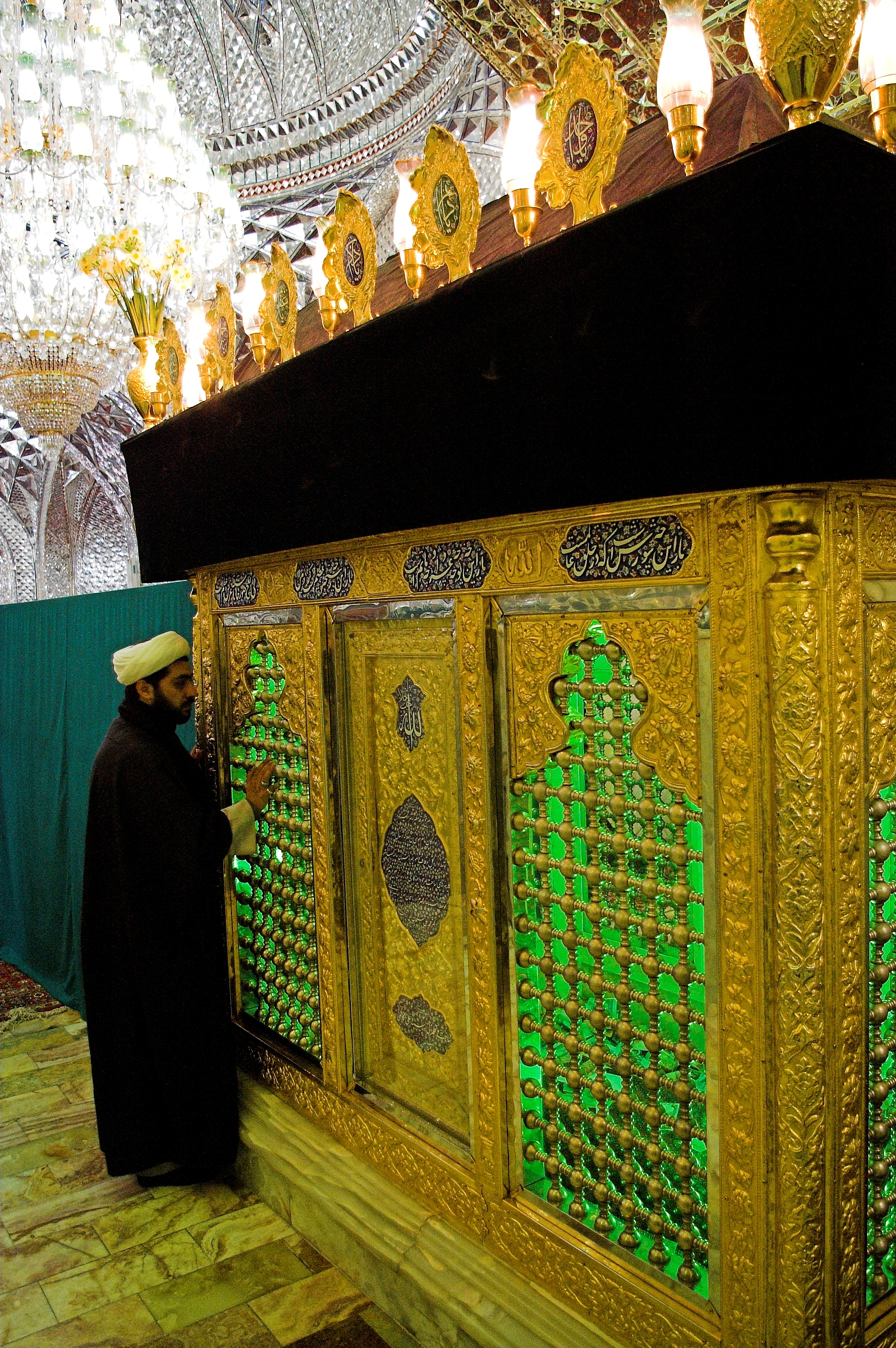
Un Mollah en prière dans un imamzadeh. à Tabriz, en Iran.

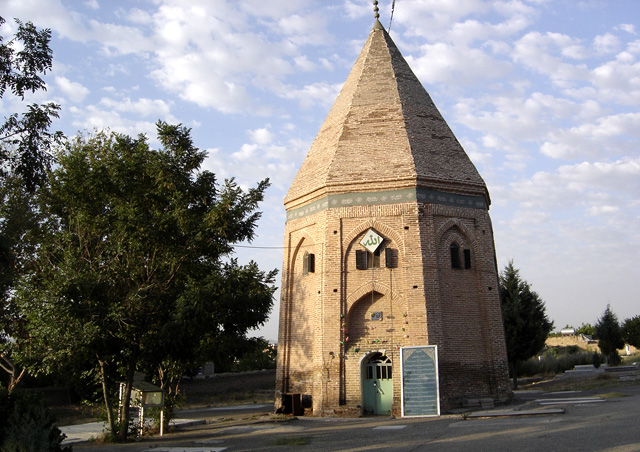
Tombe de Sultan Mutahhar, près de Roudehen. La structure actuelle a été construite au XVe siècle et contient la sépulture du fils assassiné de Jafar as Sadiq.

Le mot est aussi utilisé pour désigner un mausolée spécifique à l'islam chiite et dans lequel, précisément, un imamzadeh est enterré. Dans la tradition populaire chiite, les imamzadehs sont honorés par respect pour les imams chiites.
Ces mausolées — qui sont répandus en Iran, en Irak et en Afghanistan — attirent de nombreux visiteurs et pèlerins pour le ziyarat.
Leur architecture et leurs aménagements intérieurs sont généralement très travaillés.
Un exemple typique : l'Imam Zadeh Saleh, près de Téhéran.

## Documentation
- (en) « Imamzadeh », dans Encyclopædia Iranica (lire en ligne)